# Estação Ecológica Bita e Utinga
A Estação Ecológica Bita e Utinga é uma unidade de conservação estadual e de proteção integral da natureza do estado de Pernambuco. Possui uma área total de 2.467,10 hectares, criados através do Decreto Estadual N° 38.261/2012 de 05 de junho de 2012. A unidade de conservação está localizada entre os municípios de Cabo de Santo Agostinho e Ipojuca e abriga as nascentes dos dois principais rios da região, rio Bita e rio Utinga, e o Bioma Mata Atlântica.

## Flora
Apresenta flora típica das florestas ombrófilas da Mata Sul pernambucana.

## Fauna
Na unidade de conservação encontramos espécies ameaçadas de extinção, destacando-se o pássaro Pintor-verdadeiro (Tangara fastuosa) e o Anumará (Curaeus forbesi), ambos comuns na localidade.